# مبرهنة فان أوبيل

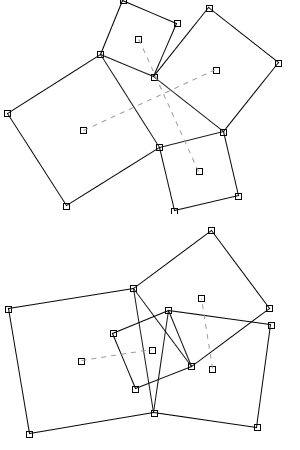
مبرهنة فان أوبيل

تبدأ مبرهنة فان أوبيل بإنشاء أربع مربعات على الأضلاع الأربعة لرباعي الأضلاع. يتم تحديد مراكز المربعات المنشأة برسم أقطار المربعات. تنص مبرهنة فان أوبيل أن القطع المستقيمة التي تصل مركزي مربعين متقابلين تكونان متساويتين بالطول وتشكلان زاوية قائمة.
تطبق هذه المبرهنة على المضلعات الرباعية المحدبة أو المقعرة كما في الشكل.

## وصلات خارجية
- إيريك ويستاين، مبرهنة فان أوبيل، ماثوورلد Mathworld (باللغة الإنكليزية).